# Nationaal Park Scheldevallei
Nationaal Park Scheldevallei is een nationaal park in Vlaanderen. Het nationaal park werd opgericht in 2023 en omvat de verschillende natuurgebieden langs de Schelde tussen Gent en Antwerpen, zoals de vallei en de monding van de Rupel in de Schelde, de Durmevallei, Molsbroek, Beneden-Dender, Vlassenbroekse polder, Groot Schoor, Polders van Kruibeke, Gemene schoren van Hamme, Kalkense Meersen, Hobokense Polder, Blokkersdijk, Sint-Annabos. De meeste gebieden in het park zijn ook Natura 2000-gebied (Schelde en Durme-estuarium van de Nederlandse grens tot Gent).
Op 13 oktober 2023 werd het park door de Vlaamse Regering erkend als nationaal park.
Roeivereniging Roeiteam Scheldeland is er actief sinds 2023.